# Irina Popławska
Irina Iwanowna Popławska (ros. Ирина Ивановна Поплавская, ur. 8 grudnia 1924 w Moskwie, zm. 28 maja 2012 tamże) – radziecka reżyserka filmowa oraz scenarzystka. Ludowa Artystka Federacji Rosyjskiej.
Specjalizowała się w adaptacjach literackich. Jako podstawę scenariuszy swoich filmów wykorzystywała utwory sławnych pisarzy rosyjskich i radzieckich. Zadebiutowała w 1960 roku filmem krótkometrażowym Miest' (Zemsta) według opowiadania Czechowa.
Pochowana na Cmentarzu Wagańkowskim w Moskwie.

## Wybrana filmografia
- 1960: Miest'
- 1969: Dżamila
- 1981: Wasilij i Wasilisa

## Nagrody i odznaczenia
- Zasłużony Działacz Sztuk RFSRR
- Ludowy Artysta Federacji Rosyjskiej